# Wenceslau Braz (Minas Gerais)
Wenceslau Braz es un municipio brasileño del estado de Minas Gerais, en la microrregión de Itajubá. Se localiza a una latitud 22°32′4″ sur y a una longitud 45º21'46" oeste, estando a una altitud de 1005 metros. Según el censo del IBGE del año 2010, la población era de 2553 habitantes.